# 由布氏
由布氏（ゆふし）は、日本の氏族。大神氏族稙田氏（わさだ）の分流にあたる。油布氏と表記する場合もある。家名は豊後国速見郡由布郷を起源とする。戦国大名大友氏の家臣・戸次氏や柳河藩立花氏重臣を輩出する。また、奥平松平家に仕えた家や田尻氏から由布氏との姻戚関係により由布氏に改姓した家もある。

## 歴史
『姓氏家系大辞典　第三巻』によれば『大神佐伯系図』に「植田忠綱の男有里（由布氏）」とあり（稙田有綱の間違いか）、『将士軍談』では由布加賀守を「大神惟基24代、由布氏12代の孫」としている。『姓氏家系大辞典　第三巻』では混同がみられるが『柳河藩享保八年藩士系図』によると由布加賀守の系統と由布美作守の系統がある。
『近世大名立花家』によると7代当主・由布和泉守惟宗以後系統は大きく二つに分かれ、それぞれが「正嫡」、「庶嫡」と称したとある。武蔵守から4代後の大炊介惟刑の頃に家が衰退。その子・加賀守惟克は戸次親家の妹（立花道雪の叔母）を娶り勢力の挽回をはかった。惟克の代にはまだ客分のような扱いであったが、その子・甲斐守家続の代になって戸次親家に臣従する。道雪の立花山入城には次男・大炊介惟時を従えており、嫡男・伊豆守惟重は豊後に残している。
一方、美作守惟信の家は庶嫡家の本家であり、こちらも大友家の直臣であったが惟信の父・美作守惟巍あたりから立花道雪に従うようになったとされる。この家でも長兄は豊後藤北に残り、次男である惟信が道雪の立花山入城に従っている。

### 加賀守系 「正嫡家」
由布加賀守の系統は大友氏の下で初め豊後吉野に在城し、後に由布院山城主となる。大分市杉原（すぎばる）を吉野地区といい、杉原にある吉野臥竜梅のいわれに登場する大友義鎮（宗麟）の逸話には宗麟の御用人 油布弥太郎が登場し、弥太郎の子孫である油布家が杉原に点在する。古来、由布山を油布嶽と表記していた。また、由布岳の山頂基準点名は「油布山」との表記であり、大分県にある油布氏は圧倒的に油布との表記が多い。 由布家続を初め戸次氏及び立花鑑連の重臣を輩出し、後に柳河藩士となった。また、同家の分家が奥平松平家の松平忠明（下総守）に仕官する。

### 美作守系 「庶嫡家」
由布美作守の系統は立花宗茂重臣である由布惟信 (由布雪下) の代で台頭し、柳河藩の重臣や家老を輩出した。同系統の嫡流は立花姓を賜姓され、筆頭家老家である立花壱岐家となった。